# 2014 FW
2014 FW é um corpo celeste que é classificado como um centauro. Ele possui uma magnitude absoluta de 9,8 e tem um diâmetro estimado de cerca de 48 km.

## Descoberta
2014 FW foi descoberto no dia 20 de março de 2014 pelo Mt. Lemmon Survey.

## Órbita
A órbita de 2014 FW tem uma excentricidade de 0,663 e possui um semieixo maior de 31,644 UA. O seu periélio leva o mesmo a uma distância de 10,653 UA em relação ao Sol e seu afélio a 52,635 UA.